# 1,2,3-trichloorpropaan
1,2,3-trichloorpropaan is een organische verbinding met als brutoformule C3H5Cl3. De stof komt voor als een kleurloze vloeistof met een enigszins zoete, maar indringende geur, die onoplosbaar is in water.

## Toepassingen
De voornaamste toepassingen voor 1,2,3-trichloorpropaan is als industrieel oplosmiddel, als verf- en vernisverwijderaar en als ontsmettings- en vetoplossend middel. Verder wordt het soms bij organische syntheses gebruikt.

## Toxicologie en veiligheid
De stof ontleedt bij verbranding, met vorming van giftige en corrosieve dampen (zoutzuur). 1,2,3-trichloorpropaan reageert hevig met metalen (voornamelijk aluminium, zink en magnesium), sterke basen, sterke zure en sterke oxidatoren, waardoor kans op ontploffing ontstaat.
1,2,3-trichloorpropaan is irriterend voor ogen, de huid en de luchtwegen. De stof kan effecten hebben op de lever en de nieren, met als gevolg een verstoorde werking. Blootstelling aan hoge concentraties kan bewusteloosheid veroorzaken. Ze is mogelijk carcinogeen voor de mens.